# Daiki Oda
Daiki Oda (japanisch 小田 大樹 Oda Daiki, * 15. Januar 1996) ist ein japanischer Leichtathlet, der sich auf den Weitsprung spezialisiert hat.

## Sportliche Laufbahn
Erste internationale Erfahrungen sammelte Daiki Oda im Jahr 2013, als er bei den Jugendweltmeisterschaften in Donezk mit 7,12 m in der Vorrunde im Weitsprung ausschied und mit der japanischen Sprintstaffel (1000 Meter) in 1:50,52 min die Bronzemedaille gewann. Im Jahr darauf belegte er bei den Juniorenasienmeisterschaften in Taipeh mit 7,54 m den vierten Platz im Weitsprung und 2024 gewann er bei den Hallenasienmeisterschaften in Teheran mit 7,76 m die Bronzemedaille hinter dem Chinesen Zhang Mingkun und seinem Landsmann Yūto Toriumi. 
2023 wurde Oda japanischer Hallenmeister im Weitsprung.